# Josefine Ivehag
Josefine Liselotte Ivehag, född 31 januari 1987, är en svensk montéryttare, travkusk och travtränare. Hon innehar licens vid Axevalla travbana.

## Karriär
Redan som 15-åring tog Josefine montélicens, men först när hon var 18 fick hon rida i totalisatorlopp. Redan i andra loppet hon red tog hon första montésegern med Rozzo Crown, tränad av Olle Elfstrand.
Idag är hon en av Sveriges mest framstående montéryttare. Ivehag har bland annat vunnit Monté-SM på Åbytravet två år i rad, 2014 med Ypsilon Boko, och 2015 med Rock Me. Vid segern i loppet 2015 blev vinnartiden den snabbaste i loppets historia, 1.12,8 över 2140 meter. Ivehag har även vunnit montélopp i Frankrike tillsammans med Rock Me.
Sitt första sulkylopp vann Ivehag på Åbytravet den 4 augusti 2016 med hästen Twins Divigaflinga, tränad av Roger Jansson. Hästen var spelad till 77,4 gånger pengarna. Den 28 april 2018 vann Ivehag Olympiamontén tillsammans med Anna Mix, tränad av Sofia Aronsson.
Under 2021 kvalade Ivehag även in egentränade Chablis Ribb till Stochampionatet på hemmabanan Axevalla.

## Misshandel
I samband med Halmstadtravets Sprintermästarmeeting 2020 blev Ivehag misshandlad på en bar av en person inom hästsporten, som hon tidigare haft en dispyt med. Händelsen polisanmäldes och en person dömdes för misshandel.